# Bursjön, Västerbotten
Bursjön är en sjö i Skellefteå kommun i Västerbotten och ingår i Bureälvens huvudavrinningsområde. Sjön har en area på 1,07 kvadratkilometer och ligger 28,1 meter över havet. Sjön avvattnas av vattendraget Bureälven.

## Delavrinningsområde
Bursjön ingår i det delavrinningsområde (717982-175401) som SMHI kallar för Utloppet av Bursjön. Medelhöjden är 35 meter över havet och ytan är 6,92 kvadratkilometer. Räknas de 114 avrinningsområdena uppströms in blir den ackumulerade arean 1 037,43 kvadratkilometer. Avrinningsområdets utflöde Bureälven mynnar i havet. Avrinningsområdet består mestadels av skog (57 procent) och öppen mark (16 procent). Avrinningsområdet har 1,06 kvadratkilometer vattenytor vilket ger det en sjöprocent på 15,4 procent.